# Hellfeld (Adelsgeschlecht)

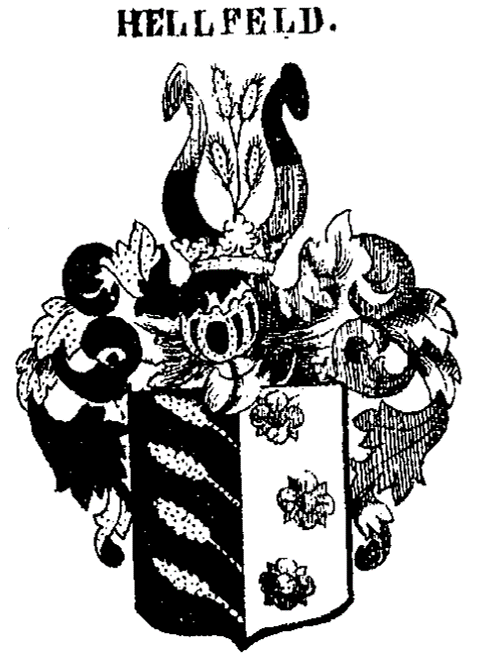
Wappen derer von Hellfeld

Hellfeld ist der Name eines preußischen Adelsgeschlechts.

## Geschichte
Das Geschlecht soll von einem Nicolaus Hellfeld, einem Nachkommen der westfälischen von Henefeld/Hellefeld, abstammen. Dieser Nicolaus Hellfeld habe sich als Theologe im 16. Jahrhundert in das Gothaer Land begeben haben, wo er als Pfarrer in Hausen, Laucha und Siebleben wirkte. Nachkömmlinge dieses Theologen bekleideten verschiedene geistliche und weltliche Stellen im Herzogtum Sachsen-Gotha, ohne Anspruch auf das Adelsprädikat zu erheben. Aus dieser Familie stammte auch Johann August von Hellfeld (1717–1782), der 1764 den Adelsstand verliehen bekam.
Am 10. und 26. Mai 1821 erhielt das Geschlecht die preußische Anerkennung des Adelsstandes.

## Persönlichkeiten
- Christian August Friedrich von Hellfeld (1757–1840), Professor der Medizin in Jena
- Ferdinand von Hellfeld (1811/1810–1885), Ministerpräsident in Anhalt-Bernburg
- Johann August von Hellfeld (1717–1782), deutscher Rechtswissenschaftler
- Matthias von Hellfeld (* 1954), deutscher Historiker, Journalist und Publizist
- Otto von Hellfeld (1827–1908), preußischer Generalleutnant

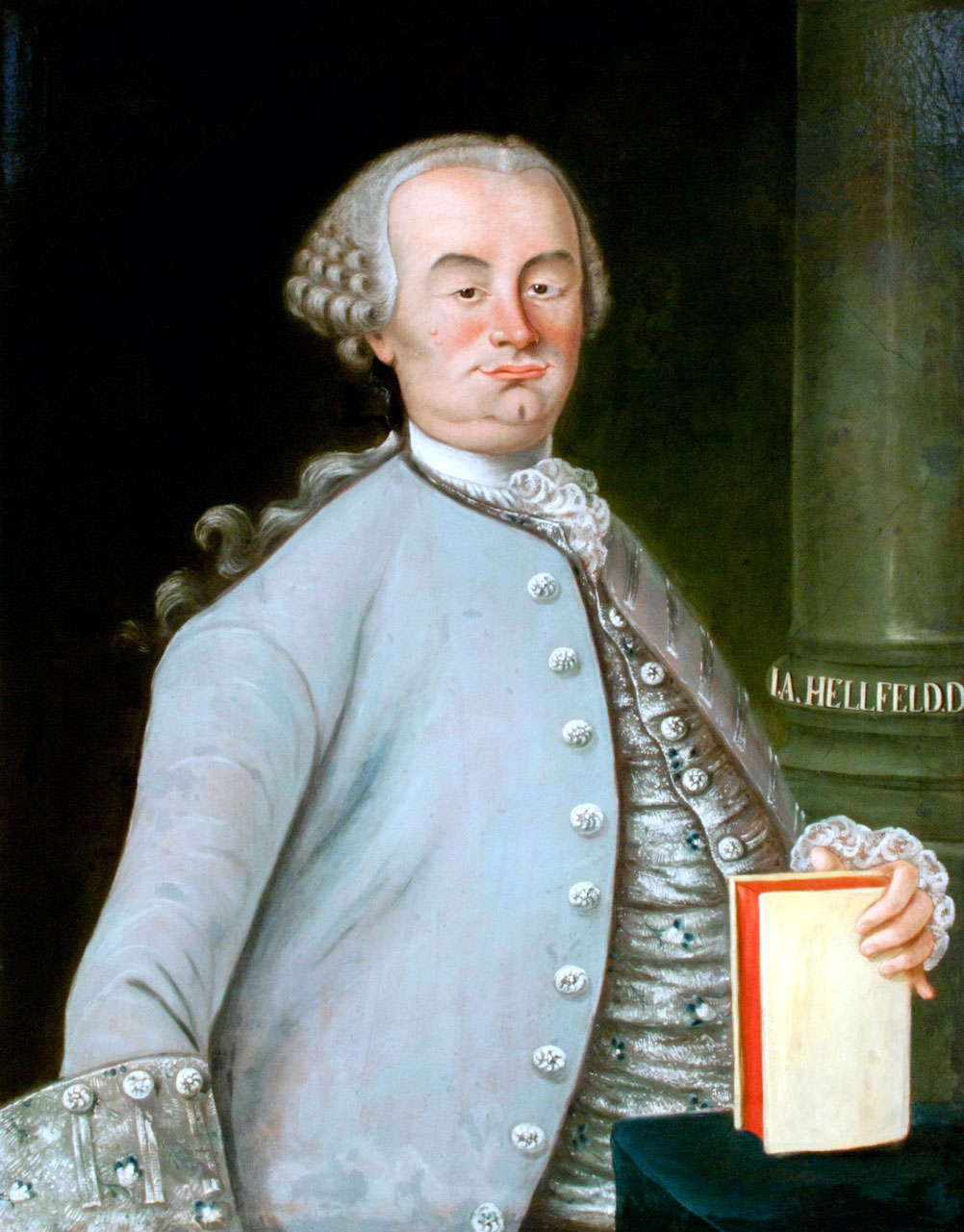
Johann August von Hellfeld (1717–1782)
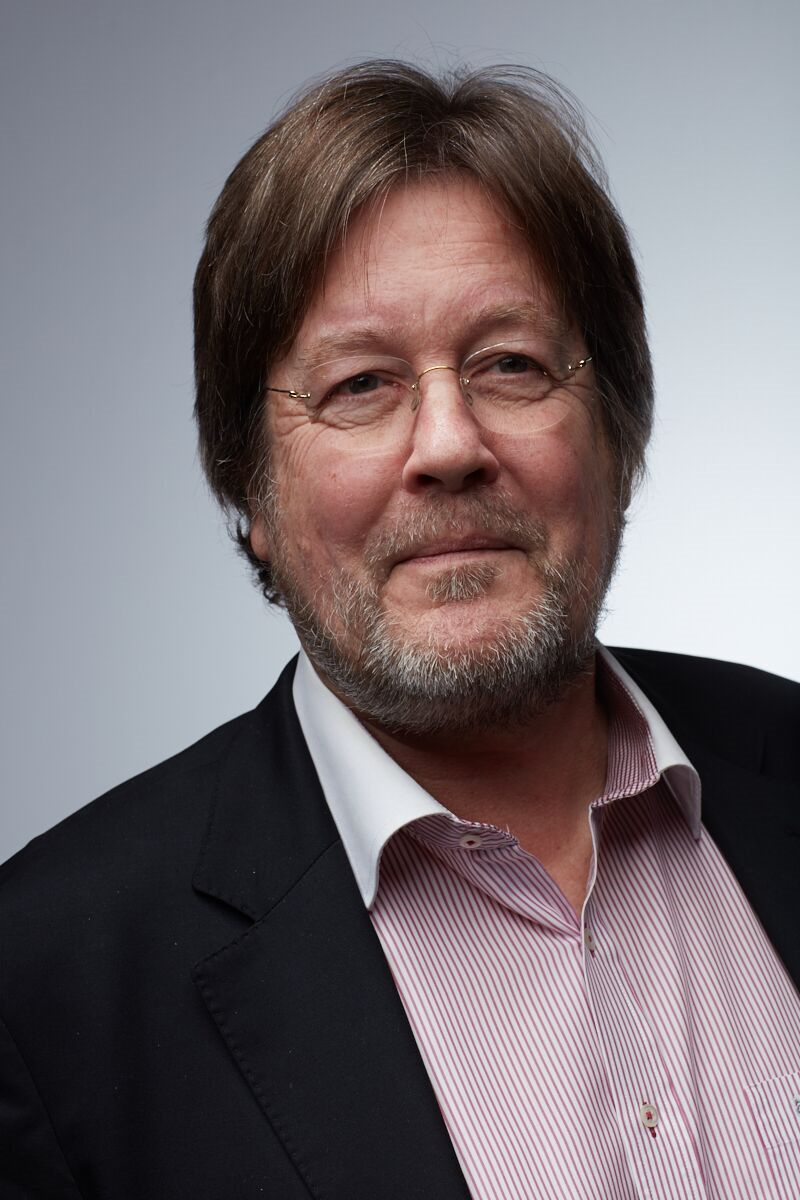
Matthias von Hellfeld (* 1954)

## Wappen
Blasonierung: Gespalten, vorn in Schwarz vier aus dem Sektionsstrich hervorkommende goldene Ähren übereinander, hinten in Silber drei halbkreisförmig längsgestellte rote Rosen. Auf dem gekrönten Helm mit links schwarz-goldenen und rechts rot-silbernen Helmdecken eine Staude mit vier goldenen Ähren zwischen von Rot und Schwarz über Eck geteilten Büffelhörnern.